# Thủy điện Trung Sơn
Thủy điện Trung Sơn là thủy điện được xây dựng trên dòng chính sông Mã trên vùng đất xã Trung Sơn huyện Quan Hóa tỉnh Thanh Hóa, Việt Nam .
Thủy điện Trung Sơn có tổng công suất lắp máy 260 MW với 4 tổ máy, sản lượng điện hàng năm 1018 triệu KWh, khởi công tháng 11/2012 , hoàn thành tháng 06/2017.

## Vị trí
Thủy điện Trung Sơn thuộc khu vực Tây Bắc Việt Nam, cách thành phố Thanh Hóa, tỉnh Thanh Hóa khoảng 195 km về phía Tây – Bắc, cách thành phố Hòa Bình, tỉnh Hòa Bình khoảng 95 km về phía Tây – Nam. Lòng hồ thuộc địa phận các huyện Mường Lát, Quan Hóa (Thanh Hóa) và thị xã Mộc Châu (Sơn La), điểm cuối lòng hồ cách biên giới Việt - Lào khoảng 9,5 km.

## Nhiệm vụ chính
Thủy điện Trung Sơn là một dự án đa mục tiêu: vừa cung cấp điện vừa giúp kiểm soát lũ. Nhà máy điện có công suất lắp đặt 260 MW, bao gồm 4 tổ máy và sản lượng điện hàng năm 1.018,61 triệu kWh là nguồn bổ sung đáng kể cho lưới điện quốc gia. Dự án cũng sẽ giúp kiểm soát lũ cho vùng hạ lưu với dung tích phòng lũ thường xuyên 112 triệu m3.

## Chủ đầu tư
Thủy điện Trung Sơn là dự án do Công ty TNHH MTV thủy điện Trung Sơn (TSHPCo.) – đơn vị được Tập đoàn Điện lực Việt Nam (EVN) thành lập và giao nhiệm vụ làm Chủ đầu tư dự án tại Quyết định số 106/QĐ-EVN ngày 17/3/2011. TSHPCo. chịu trách nhiệm quản lý xây dựng và vận hành dự án thủy điện Trung Sơn. Sau khi thành lập 03 Tổng Công ty phát điện (Genco), TSHPCo trực thuộc Genco 2.
Tổng giá thành xây dựng công trình là: Sấp xỉ 7,8 nghìn tỉ đồng (7.775.146 triệu đồng Việt Nam) tương đương 410,68 triệu Đô la Mỹ với tỷ giá lúc xây dựng xong công trình là 18.932 đồng/USD theo số liệu công bố ngày 31/12/2010 của Ngân hàng Nhà nước Việt Nam), trong đó: (1) Vốn vay Ngân hàng Thế giới là 330 triệu USD; (2) Vốn đối ứng của Tập đoàn Điện lực Việt Nam (EVN) là 80,68 triệu USD).
Thủy điện Trung Sơn là dự án được ký giữa Việt Nam và Ngân hàng Thế giới ngày 28 tháng 6 năm 2011. Hiệp định vay có hiệu lực từ ngày 23 tháng 9 năm 2011.

## Thông số kỹ thuật
- Diện tích lưu vực (Flv): 14,660 km2
- Dung tích toàn bộ hồ chứa (Wtb): 385 triệu m3
- Diện tích mặt hồ với MNDBT: 13,13 km2
- Mực nước dâng bình thường cao độ công trình (MNDBT): 160 m
- Mực nước chết (MNC): 150m
- Dung tích phòng lũ (Wfl): 150 triệu m3
- Dung tích phòng lũ thường xuyên: 112 triệu m3
- Điện lượng trung bình năm (Eo): 1.018,61 triệu kWh
- Chiều dài đỉnh đập: 513 m, chiều rộng đỉnh đập 8m
- Chiều cao đập: 84,5 m
- Công suất lắp máy(Nlm): 260 MW, gồm 4 turbin Francis 65 MW, được thiết kế với cột nước phát điện lớn nhất 72,02 m.
- Đường dây tải điện 220 kV dài 65 km, nối với lưới điện quốc gia của Việt Nam
- Đường vào công trình dài 20,4 km, nền đường rộng 6,5m và mặt đường rộng 5,5m nối từ hệ thống giao thông chính tới địa điểm Dự án.
- Các chương trình về xã hội, môi trường và quan hệ cộng đồng để làm giảm nhẹ các tác động lường trước và không lường trước được của Dự án tới người dân chịu tác động trực tiếp hay gián tiếp từ Dự án với khoảng 10.600 người (2.327 hộ), trong đó 7.012 người (1.516 hộ) chịu tác động trực tiếp tại khu vực chính của Dự án, 533 hộ phải tái định cư.

## Tác động môi trường dân sinh
Thủy điện Trung Sơn được báo cáo là dự án thủy điện hạn chế tối thiểu các tác động về môi trường, xã hội của tất cả các hoạt động thi công, vận hành có liên quan đến dự án. Đặc biệt đời sống người dân bị ảnh hưởng bởi dự án sẽ được cải thiện đáng kể sau khi dự án hoàn thành. Dự án còn mang lại những lợi ích về môi trường vì nó giúp giảm phát thải khí nhà kính (GHGs) so với các nhà máy điện có cùng quy mô hoạt động bằng nhiên liệu hóa thạch.

### Nghịch lý ở sát thủy điện nhưng không có điện
Tuy nhiên khi thủy điện hoàn thành thì xuất hiện nghịch lý những "ngôi làng nằm giữa 2 nhà máy thủy điện nhưng... không có điện", như tình trạng năm 2020 của bản Sậy xã Trung Thành huyện Quan Hóa, nằm bên bờ sông Mã ở giữa hai thủy điện Thành Sơn và Trung Sơn.